# Rosevears
Rosevears – miasto w Australii, w północnej części Tasmanii.